# Molla Panah Vaguif
Molla Panakh Vaguif (en azéri du Sud : ملاپناه واقف ; en azéri : Molla Pənah Vaqif), né vers 1717 dans le village de Guirag Salahli (en) et mort en 1797 à Choucha, est un poète et homme d'État azerbaïdjanais du xviiie siècle, diplomate de premier plan, vizir, ministre des Affaires étrangères du khanat de Karabakh, fondateur du réalisme dans la poésie azerbaïdjanaise.

## Biographie
Vaguif passe la majeure partie de sa vie au Karabakh. Vers 1769-1770, Molla Panakh se retrouve à la cour du khan du Karabakh. En tant que vizir, Vaguif fait beaucoup pour la prospérité et la croissance politique du khanat du Karabakh. Il joue un rôle important dans l'organisation de la défense de Choucha lors des incursions de l'Aga Muhammad shah Qajar de Perse en 1795 et 1797. Vaguif montre des compétences diplomatiques exceptionnelles. Avec sa participation, une alliance défensive était conclue entre les khanats du Karabakh, de la Géorgie, de Talych (en) et d'Erevan contre l'Iran. Il était également l'initiateur de négociations avec la Russie, visant à obtenir son soutien. Les historiens azerbaïdjanais ultérieurs du xixe siècle, originaires du Karabakh, ont soutenu que Molla Panakh Vaguif jouissait d'une grande autorité auprès d'Ibrahim Khalil Khan.

## Mausolée de Vaguif

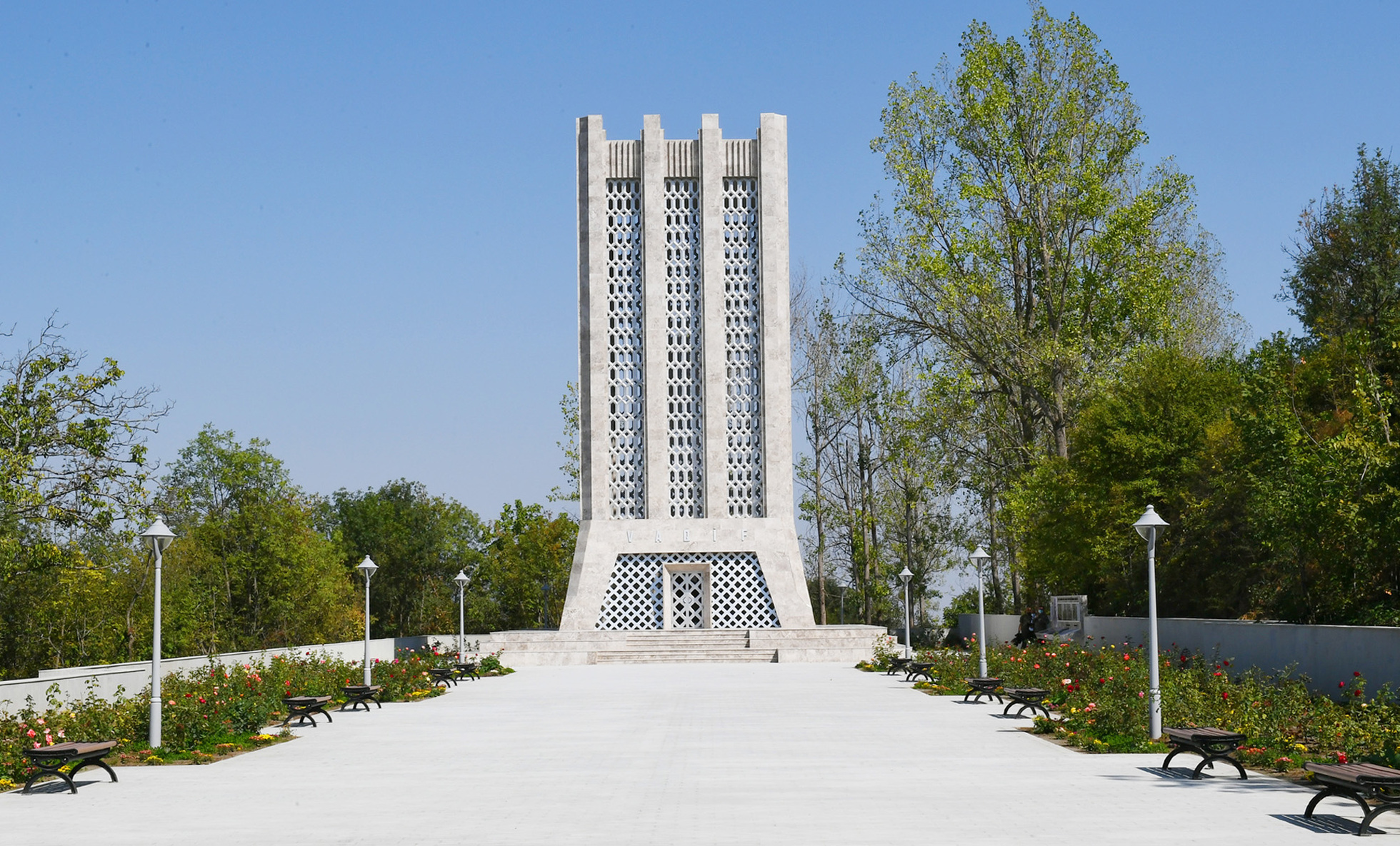
Le mausolée de Vaguif à Choucha en 2021.

En 1797, Vaguif et son fils Aliaga sont exécutés après l'arrivée au pouvoir de Mammadbek (ru), qui, d’après la légende, a ordonné de les jeter d'une falaise dans l'abîme. Alors que Vaguif était en captivité, le poète lezghien Akhtyly Maharram arrive à Choucha et consacre une ode élogieuse à Mammadbek en exigeant la libération de Vaguif. 
La maison et les manuscrits de Vaguif ont été détruits. La tombe du poète devient un lieu de culte. En janvier 1982, un mausolée (en) est inauguré sur la tombe du poète (architectes A. Salamzade et E. Kanukov, sculpteur A. Mustafaev). La zone qui est devenue le site de la construction du mémorial, dans la partie sud-est de la ville de Choucha, s'appelle Djydyr-duzu (champ de courses). Le mausolée, endommagé pendant la guerre du Haut-Karabagh en 1992, demeure à l'abandon jusqu'à sa restauration en 2021.

## Œuvre
Après la mort de Vaguif, les manuscrits de ses poèmes ont été détruits ou pillés. Néanmoins, un certain nombre de poèmes sont restés dans la mémoire des ashugs, et certaines personnes ont même rassemblé et copié ses œuvres dans des cahiers spéciaux, appelés jungs. Le Fonds républicain des manuscrits d'Azerbaïdjan et le Musée de l'histoire de la littérature azerbaïdjanaise contiennent des dizaines de jungs, ainsi que des almanachs manuscrits, appelés Tezkire (en). Le premier recueil de poèmes du poète (Vaguif et ses contemporains), qui comprenait 70 de ses œuvres poétiques, fut publié en 1856 à Témir-Khan-Shura par l'historiographe Mirza Youssouf Karabaghi (ru). Il était aidé par le poète Mirzadjan Madatov (ru) à compiler ses œuvres. La première traduction de Vaguif dans une autre langue est un gazel traduit en polonais par le poète Tadeusz Łada-Zabłocki (pl) en 1849 dans la revue Rubon.

## Hommage
Un bas-relief de Vaguif existe à Gandja, dans la rue du même nom.